# Earl B. Ruth
Pour les articles homonymes, voir Ruth.
Earl B. Ruth, né le 7 février 1916 à Spencer en Caroline du Nord et mort le 15 août 1989 à Salisbury, est un homme politique américain. Il est gouverneur des Samoa américaines du 6 février 1975 au 30 septembre 1976.

## Biographie
Ruth en 1938 en tant que capitaine de l'équipe de basketball de l'UNC
Il a ensuite servi dans la marine américaine . Ruth a été entraîneur en chef de basketball et directeur des sports au Catawba College de Salisbury, en Caroline du Nord, de 1946 à 1960. De 1960 à 1968, il y a exercé les fonctions de doyen des étudiants . Il a été membre du conseil municipal de Salisbury de 1963 à 1968 et a été maire intérimaire de 1967 à 1968.
Ruth a été élue républicaine aux quatre-vingt-onzième réunions et aux deux congrès suivants (3 janvier 1969 - 3 janvier 1975). Il a été un candidat malheureux à sa réélection au Congrès Quatre-vingt-quatrième en 1974. Il a ensuite été nommé par le président des États-Unis Gerald R. Ford comme gouverneur du Samoa américain de 1975 à 1976. Il est décédé le 15 Août, 1989 , à Salisbury et a été enterré dans le cimetière national de Salisbury.